# Kikania
Kikania war eine interaktive Liveshow des KiKA, die ab dem 14. Mai 2001 drei Jahre lang als Nachfolgesendung der Aktiv Boxx gesendet wurde.

## Inhalt
In der Sendung ging es hauptsächlich um Spiele, Talks und Trickserien. Ziel der Sendung war der direkte Kontakt mit den Zuschauern, die sich per Brief, Fax, Telefon oder E-Mail ins Studiogeschehen einschalten und mitreden konnten. Es gab in der Sendung drei Spiele, bei denen zwei Klassen gegeneinander antraten und 500 Euro gewinnen konnten. Unter anderem gab es folgende Spiele: den Abgrund, den Spielomat, die Arena, die Slotmaschine, die Pyramide, Aquamania, den Toaster und die Tür.
Bis Dezember 2002 gab es außerdem  den Talk auf der Couch, ab 2003 nur noch im normalen Studio.

## Moderation
Moderiert wurde sie die komplette Zeit über von den bereits aus der Aktiv Boxx bekannten Moderatoren Singa Gätgens, Juri Tetzlaff und Karsten Blumenthal sowie bis November 2003 von Andree Pfitzner. Neu im Team waren Angela Furtkamp (2001–2003), Lukas Koch (2002–2004) und Pia Ampaw (2003–2004).

## Videospiel
2001 veröffentlichte Ubisoft ein Videospiel zu Kikania. Bernd das Brot hat in diesem seinen ersten Videospiel-Auftritt.

## Ablösung
Nach etwa drei Jahren wurde Kikania durch die Sendung KIKA Live abgelöst.